# Universitat de Califòrnia a Merced
La Universitat de Califòrnia a Merced (UC Merced) és una universitat de recerca pública situada a Merced, Califòrnia, el desè i últim campus de la Universitat de Califòrnia. Fundat l'any 2005, UC Merced va ser creat per "fer front als nivells crònicament baixos d'èxit educatiu de la regió." UC Merced té un total de 8847 estudiants de grau i 696 estudiants de postgrau i un 63.8% dels seus estudiants reben beques Pell. Més del 99% dels estudiants d'UC Merced són provinents de l'estat de Califòrnia, i té el percentatge més gran d'estudiants de nivell adquisitiu baix de grups ètnics infrarepresentats del sistema d'universitat de la Universitat de Califòrnia.
UC Merced és una de les principals fonts d'ocupació al Comtat de Merced i contribueix en uns 1.7 bilions de dòlars a la Vall de San Joaquin. La universitat és també una de les universitats més sostenibles de tot el país sota el Compromís Triple Zero, i tots els edificis del campus han estat certificats des del punt de vista mediambiental. UC Merced està classificada en la llista "R2: Universitats Doctorals – Alta activitat en recerca"; en particular, els seus programes de pregrau ocupen el lloc 97 entre les universitats de recerca nacionals dels Estats Units segons U.S. News & World Report.